# Праотцы

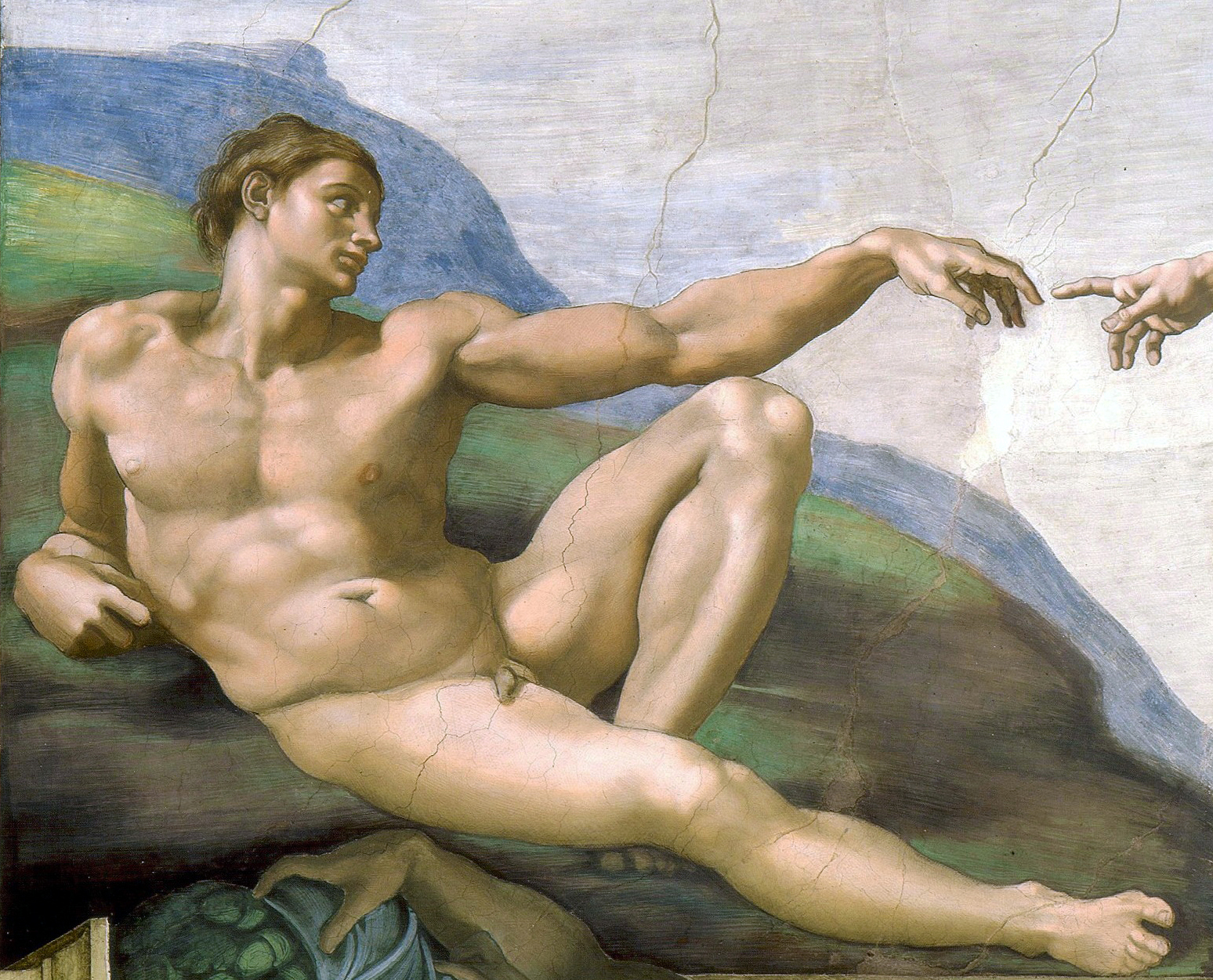
«Адам».
Микеланджело

Пра́отцы (греч. προπατέρες, προπατως) в христианстве — название для предков Иисуса Христа по плоти.
К праотцам относятся ветхозаветные патриархи (πατριάρχης — «родоначальник, праотец»), рассматриваемые как родоначальники еврейского народа и человечества в целом.
Церковь почитает десять допотопных патриархов, которые, согласно Библии, были образцами благочестия и хранителями обетования ещё до дарования евреям Закона и отличались исключительным долголетием; вплоть до Иакова и Иосифа, со смертью которых закончилась патриархальная эпоха библейской истории, патриархам было свойственно непосредственное общение с Богом.
Как предки Иисуса Христа праотцы включены в рассматриваемую христианской сотериологией историю спасения и в историю движения человечества к Царству Небесному.
В более широком смысле под праотцами в православии понимаются все ветхозаветные святые, почитаемые как исполнители воли Божией в священной истории до новозаветной эпохи.
При этом святые предки Христа, входящие в Его родословную, именуются «святыми отцами».
Часто «праотцами» именуют только троих патриархов — прародителей еврейского народа: Авраама, Исаака и Иакова. Им соответствуют четыре праматери — Сарра, Ревекка, Рахиль и Лия.
В иудейской традиции именно Авраам, Исаак и Иаков именуются и «патриархами», и «отцами» (праотцами) (שְׁלֹשֶׁת הָאָבוֹת‎ — «три праотца»).
Памяти ветхозаветных святых предков Иисуса Христа Православная церковь посвящает неделю святых праотец и неделю святых отец накануне празднования Рождества Христова.

## Праотцы

### Допотопные праотцы

Праотцы Адам, Авель, Сиф. Фреска Феофана Грека в церкви Спаса Преображения на Ильине улице, Новгород. 1378

Патриархи:
1. Адам,
2. Сиф,
3. Енос,
4. Каинан,
5. Малелеил,
6. Иаред,
7. Енох,
8. Мафусаил,
9. Ламех,
10. Ной.

В сонме праотцов почитаются также:
- Праведный Авель, сын Адама[7]
- Праведный Сим, сын Ноя[8]
- Праведный Иафет, сын Ноя[9]

### Послепотопные праотцы
Патриархи:
- Арфаксад, сын Сима
- Каинан, сын Арфаксада
- Сала, сын Каинана
- Евер, сын Салы
- Фалек, сын Евера
- Рагав, сын Фалека
- Серух, сын Рагава
- Нахор, сын Серуха
- Фарра, сын Нахора[10]

В эпоху после Потопа и до дарования Моисею Закона среди патриархов были Авраам, Исаак, Иаков и Иосиф, на последнем и завершается патриархальный период библейской истории. Также в число праотцов этой эпохи входят Мелхиседек и Иов.
Христианская традиция усматривает в деяниях этих патриархов промыслительное значение, ветхозаветное предвосхищение новозаветной истории, так, принесение Авраамом в жертву Исаака прообразует, согласно патристическим толкованиям, крестную смерть и воскресение Христа. Это прообразовательное (типологическое) истолкование отразилось в христианской гимнографии (воспоминание ветхозаветных патриархов в службах Господским и Богородичным праздникам) и иконографии.
В качестве праотцов, входящих в календарь Русской православной церкви, почитаются следующие потомки Иакова, сына Исаака:
- Рувим
- Симеон
- Левий
- Иуда
- Дан
- Неффалим
- Гад
- Асир
- Иссахар
- Завулон
- Иосиф
- Вениамин
- Пророк Моисей
- Первосвященник Аарон, брат Моисея

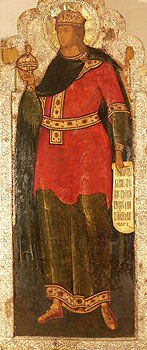
Праотец Вениамин. Икона из праотеческого чина иконостаса собора Спасо-Евфимиева монастыря в Суздале. Середина XVII века. Ныне в собрании Музея имени Андрея Рублёва

- Первосвященник Елеазар, сын Аарона
- Ор, сподвижник Моисея
- Симон, иерей великий
- Иисус Навин
- Варак
- Гедеон
- Самсон
- Иеффай
- Пророк Самуил
- Иессей, сын Овида
- Царе-пророк Давид, сын Иессея
- Царь Соломон, сын Давида
- Пророк Нафан
- Пророк Илия
- Пророк Елисей
- Царь Езекия
- Царь Иосия, сын Аммона
- Праведный Зоровавель
- Иисус, сын Иоседеков
- Неемия
- Праведный Захария, отец Иоанна Предтечи
- Иоанн Предтеча[7][11]

Также к праотцам относятся четыре великих пророка: Исаия, Иеремия, Иезекииль, Даниил, а также двенадцать малых пророков и три юноши: Анания, Азария и Мисаил.
К праотцам относятся также праведные богоотцы Иоаким и Анна, родители Богородицы и праведный Иосиф, обручник Богородицы. Также царь Давид именуется богоотцом.

## Праматери

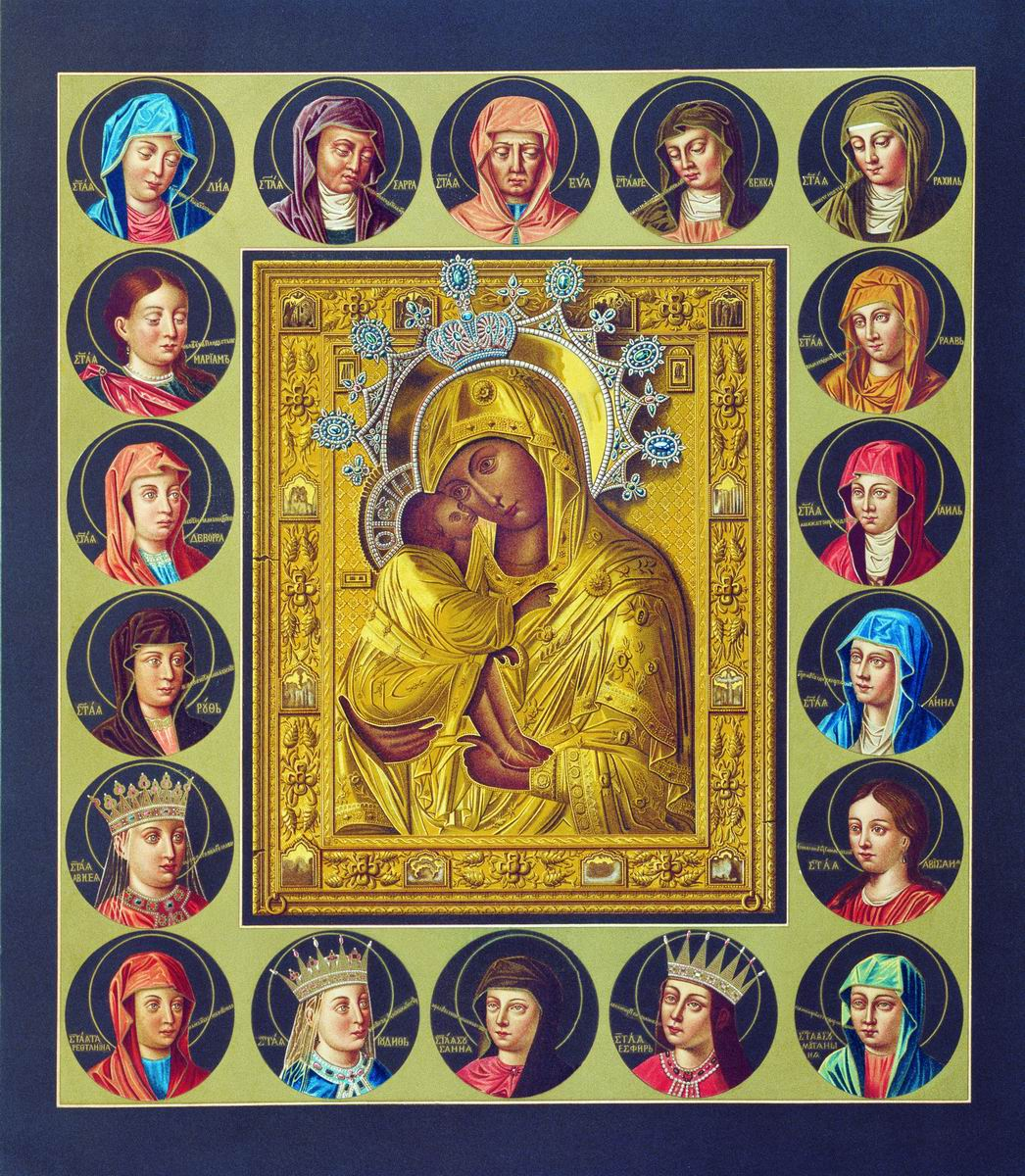
Шуйская-Смоленская икона Божией Матери в раме с образами праматерей и пророчиц (из местного ряда Благовещенского собора Кремля). В клеймах изображены 18 женщин Ветхого Завета: Лия, Сарра, Ева, Ревекка, Рахиль; Мариам, Девора, Руфь, Авигея; Раав, Иаиль, Анна, Ависанна; Сарептская вдова, Иудифь, Сусанна, Эсфирь, Сунамитянка

Помимо святой Анны, в сонме праотцов почитаются следующие ветхозаветные жёны:
- Праматерь Ева
- Праведная Сарра, жена Авраама
- Праведная Ревекка, жена Исаака
- Праведная Лия, первая жена Иакова
- Праведная Рахиль, вторая жена Иакова
- Праведная Мириам, сестра Моисея
- Праведная Раав, жительница Иерихона
- Праведная Девора, судившая Израиль
- Праведная Иаиль, убившая Сисара
- Праведная Руфь
- Пророчица Олдама
- Праведная Юдифь, умертвившая Олоферна
- Праведная Есфирь, избавившая еврейский народ от Амана
- Праведная Анна, мать пророка Самуила
- Праведная Сусанна[11][12]

## Почитание

### История
Почитание ветхозаветных праотцев в христианской Церкви засвидетельствовано по крайней мере со второй половины IV века. Предполагается, что оно восходит к практике иудеохристианских общин раннего христианства и связывается прежде всего с Иерусалимской церковью.
Ветхозаветные святые поминаются в чине литургии в ходатайственной молитве перед причастием, «да обрящем милость и благодать со всеми святыми, от века Тебе благоугодившими праотцы, отцы, патриархи, пророки…» (Литургия Василия Великого). Такое поминовение появляется уже у святого Кирилла Иерусалимского (умершего в 386 году), который писал: «Затем поминаем преждепочивших Патриархов, Пророков, Апостолов, Мучеников, чтобы Господь принял эту жертву по их молитвам и их предстательству».

### Неделя святых праотец
Памяти ветхозаветных святых и предков Иисуса Христа Православная церковь посвящает неделю святых праотец и неделя святых отец — дни памяти с подвижной датой.
В данном случае слово «неделя» понимается как богослужебный термин, означающий «воскресенье». Неделя святых праотец отмечается в предпоследний воскресный день перед Рождеством Христовым и приходится на промежуток с 24 декабря (11 по юлианскому календарю) до 30 декабря (17 по юлианскому календарю).
В Неделю святых праотец и в Неделю святых отец Православная церковь воспоминает всех ветхозаветных патриархов, от Адама до Иосифа Обручника, и всех ветхозаветных праведников, оправдавшихся верой в грядущего Мессию. В песнопениях церкви они перечисляются поименно.
Помимо недели святых праотец вспоминаются праотцы в стихирах в неделю святых отец.
|                  | На греческом | На церковнославянском (транслитерация) | На русском |
| ---------------- | --- | --- | --- |
| Тропарь праотцам | Ἦχος β' Ἐν πίστει τοὺς Προπάτορας ἐδικαίωσας, τὴν ἐξ Ἐθνῶν δι' αὐτῶν προμνηστευσάμενος Ἐκκλησίαν. Καυχῶνται ἐν δόξῃ οἱ Ἅγιοι, ὄι ἐκ σπέρματος αὐτῶν, ὑπάρχει καρπός εὐκλεής, ἡ ἀσπόρως τεκοῦσά σε. Ταῖς αὐτῶν ἱκεσίαις, Χριστὲ ὁ Θεός, σῶσον τὰς ψυχὰς ἡμῶν. | глас 2: Ве́рою пра́отцы оправда́л еси́, от язык те́ми предобручи́вый Це́рковь: хва́лятся в сла́ве святи́и, я́ко от се́мене их есть Плод благосла́вен, без се́мене Ро́ждшая Тя. Тех моли́твами, Христе́ Бо́же, поми́луй нас." | глас 2: Верою праотцев Ты оправдал, в их лице предобручив с Собою Церковь из всех народов. Хвалятся во славе святые, ибо от семени их плод славный, — без семени Родившая Тебя. Их мольбами, Христе Боже, спаси души наши. |

### В иконостасе
В православном иконосостасе праотцам может посвящаться отдельный праотеческий ярус, который встречается, однако, реже чем пророческий ярус. Центром праотеческого яруса является икона «Отечество» с Богом-отцом, Сыном божьим и Святым духом, ближе всего к центру располагаются Адам, Ева и Авель, далее — другие праотцы со свитками в руках. До XVI века в центре изображалась Троица.